# Jacques Rouxel
Jacques Rouxel (Cherbourg, 26 febbraio 1931 – Parigi, 25 aprile 2004) è stato un animatore francese.
Rouxel è forse più noto per la sua serie televisiva animata francese Les Shadoks, inizialmente controversa, apparsa per la prima volta nel 1968.
Rouxel si diplomò al Lycée Français di New York nel 1946 e conseguì una laurea in economia presso l'HEC Paris.
Lavorò al prototipo di una macchina speciale, l'"Animographe", progettata specificamente per accelerare la produzione di serie televisive animate.